# Södra Runnaby
Södra Runnaby är en bebyggelse i Örebro kommun i Närke. Södra Runnaby ligger söder om Runnaby gård, med anor från 1700-talet, som är centralpunkt för Runnaby. Gården och Södra Runnaby ligger i Ekers socken. Väster om byn ligger även sportstuge- och villaområdet (Västra) Runnaby. SCB avgränsade här en småort mellan 1990 och 2005, mellan 2010 och 2015 samt åter 2018. Vid avgränsningen 2015 räknades bebyggelsen som en del av tätorten Örebro
Orten hade mindre än 50 invånare 2005 och räknades inte som småort vid sammanställningen det året.

## Historia
Byarna Norra och Södra Runnaby ligger invid den gamla Runnabyvägens sträckning. Vägen är en av de äldsta lederna till Örebro. Ekers kyrka som ligger strax norr om Runnaby och utmed vägens tidigare sträckning är t.ex. byggd i slutet på 1100-talet. Bytomten till Södra Runnaby låg före det laga skiftet på 1840-talet huvudsakligen söder om området där en gårdsklunga fortfarande ligger kvar. Norra Runnaby hade sin bytomt från Runnaby gård och norrut.
Ekersvägen öster om byarna byggdes på 1930-talet och egnahemstomter avstyckades längs den och längs gamla vägen runt den gamla bygränsen. Villor uppfördes därefter under 1930-50-talen. 
Den nordligaste gården i Södra Runnaby var ett militärt boställe. På 1840-talets laga skifteskarta benämns det sergeantboställe och tjugo år senare fanjunkareboställe. Från tiden finns manbyggnad och bodlänga i timmer bevarade. Gårdens uthus låg på västra sidan om vägen. Grundstenar finns kvar. Ett timrat 1800-talstorp har nyligen flyttats hit från Råberga och placerats som flygel till manbyggnaden, mitt emot bodlängan. På traditionellt vis är de timrade byggnaderna alla målade med falu rödfärg och belagda med tvåkupigt lertegel. Bostadshusen är klädda med locklist och har vita detaljer. Mitt i gårdsplanens rundel står ett vårdträd, en kastanj av hög ålder.